# گورستان امامزاده
گورستان امامزاده مربوط به پیش از اسلام است و در بوشهر، جنوب شرقی بقعه عبدالمهیمن واقع شده و این اثر در تاریخ ۷ مهر ۱۳۸۱ با شمارهٔ ثبت ۶۵۱۱ به‌عنوان یکی از آثار ملی ایران به ثبت رسیده است.